# L'Horta (Avià)
L'Horta és una masia que hi ha a la zona del Molí del Castell del municipi d'Avià, al Baix Berguedà. Està inventariat al mapa de patrimoni de la Generalitat de Catalunya amb el número 2993 (1983) i al mapa de patrimoni cultural de la Diputació de Barcelona està inventariat amb el número d'element 08011/94. No gaudeix de cap estatus de protecció i el seu estat de conservació és regular.

## Situació geogràfica
L'Horta és una masia que està situada a la carretera entre Graugés i el Molí del Castell, poc abans d'arribar a aquest últim indret. A banda de la masia homònima, té com a veïnes les masies de La Noguera, Casancamp Vell, la Roureda Vella, la Roureda Nova i Cal Castanyer.

## Descripció i característiques
L'Horta és una masia orientada a migdia que compta amb diverses dependències annexes. El cos principal està estructurat en planta baixa i pis. El parament és de pedres sense treballar unides amb argamassa; a la façana també hi destaquem la presència de còdols. Totes les obertures són allindanades i disposades de forma ordenada. Davant d'aquesta primera construcció trobem una petita era. A l'esquerra hi ha altres construccions secundàries, coberts dedicats al bestiar, fets amb maons deixats a la vista, coberta també amb teula àrab a dues aigües i embigat de fusta.
L'Horta és una masia senzilla que té dos pisos i la teulada de la qual és a dues vessants; aquesta té el carener perpendicular a la façana de migdia, a la que hi ha una petita era. Els seus murs són de pedra petita i té cantoneres de pedra i obra, destacant-hi els nombrosos còdols que s'han utilitzat per a fer la façana principal. Algunes de les parts de la casa també estan fetes de tàpia. Els rajols són el mateiral utilitzat per a la construcció de les finestres superiors i les de la planta baixa tenen els muntants de pedra. En l'actualitat, la planta baixa i el pis són utilitzats com a habitatge i hi ha bestiar als coberts que existeixen al voltant de la casa.

## Història
La casa de l'Horta havia estat una de les masoveries de Cal Castanyer. Fou construïda a la mateixa època que les altres masoveries d'aquesta masia, a mitjans del segle xix. El 1856 apareix documentada per primera vegada al Registro de las Casas de Campo. El seu propietari era José Canal i Gamisans de Berga, que també posseïa Cal Castanyer, la Noguera i el Pou.
Josep Barniol Molas n'era el propietari l'any 1930, juntament amb les cases de la Noguera, la Serra i una granja i un molí derruït.